# Дональдсон, Лу
Лу До́нальдсон (англ. Lou Donaldson; 1 ноября 1926, Бейдин, Северная Каролина — 9 ноября 2024, Дейтона-Бич, Флорида) — американский джазовый альт-саксофонист, представитель музыкальных стилей бибопа, соул-джаза, фанка, ритм-энд-блюза. Он был первым саксофонистом, который в своем творчестве совместил бибоп, фанк, джаз-фанк и ритм-энд-блюз. До начала своей успешной карьеры  записывался с Charlie Singleton Orchestra.
В начале 1950-х годов активно выступал в Нью-Йоркских клубах, благодаря чему стал известен. В 1953 году сотрудничал с Клиффордом Брауном, позднее работал с Телониусом Монком, Милтом Джексоном, Джином Аммонсом, Джином Харрисом, но чаще всего вместе с Джимми Смитом. В 1980-х годах занимался гастрольной деятельностью, играл хард-боп.

## Биография
Лу Дональдсон родился 1 ноября 1926 года в Бейдине, Северная Калифорния. Его мать Люси Вэллес Дональдсон работала учителем в старшей школе, помимо этого, она играла на пианино на концертах. Его отец Луис Эндрю Дональдсон окончил Ливингстонский колледж по специальности страховой агент. Лу никогда не учился игре на пианино, потому что у мамы Лу был хлыст, которым она била по пальцам, если её студенты пропустили бы хоть одну ноту. В 15 лет он поступил в институт в Северной Каролине, где получил степень бакалавра научной степени, позднее Лу связал свою жизнь с морским флотом США, выступая в группе the Great Lakes Navy Band он играл на саксофоне.
В Чикаго Лу Дональдсон несколько раз слышал Чарли Паркера. Вскоре Дональдсон ушёл из морского флота. Он был принят в ансамбль Билли Толлеса, который был великим саксофонистом, игравшим со многими командами и с группой Сэбби Льюиса в Бостоне. Помимо этого, он выступал вместе с Charlie Singleton Orchestra. В дальнейшем Лу играл с Каунт Бэйси, Erskine Hawkins, Бадди Джонсоном и Энди Кирком, выступавшими в Гринсборо. Как только он переехал в Нью-Йорк, стал работать по выходным в Джерси с Dud Bascomb’s Band. Он сблизился с Альфредом Лионсом из Blue Note Records. Альфред Лионс предложил Лу сделать свою первую запись. Она оказалась успешной, и Лу Дональдсону первому выпала честь работать с такими исполнителями, как  Хорас Сильвер, Клиффорд Браун, Грант Грин, Джон Паттон, Блю Митчелл, Дональд Бёрд, Хорас Пэрлан, Томми Тюррентин и многими другими артистами этого лейбла.
Лу пригласил Джина Харриса и the 3 Sounds на запись своего знаменитого альбома LD Plus 3, который впоследствии хорошо продавался. В группу Лу Дональдсона входили: пианист Херман Фостер, Рэй Барретто играл на конго, Пек Моррисон на бас-гитаре, Дэйв Бэйли на ударных. Вместе с этой командой Лу записал Blues Walk. Другой альбом — Lush Life был записан при участии Дюка Пирсона — аранжировщика и продюсера, также в записи приняли участие Фредди Хаббард — труба, Уэйн Шортер — тенор-саксофон, Пепер Адамс — баритон-саксофон, Гарнет Браун — тромбон, Рон Картер — бас-гитара. После этой записи Лу стал востребованным в Европе. Он начал тур в Голландии со своей группой в составе: Херман Фостер — пианино, Нэт Ярбороу — ударные, Джеф Фуллер — бас-гитара и сам Лу — альт-саксофон. В 1968 году он играл вместе с Лонни Смитом на органе, Джорджом Бенсоном на гитаре, Мелвином Лэски на трубе, Идрисом Мохаммедом (Лео Моррис) на ударных, а затем начал исполнять блюз и вскоре издал песню «Whiskey Drinkin’ Woman», записанную на лейбле Wim Wigt’s Timeless Records, позднее ставшая хитом.
Лу стал не только успешным музыкантом, но и бизнесменом. Он выступал в различных клубах — в Рочестере, затем в Буффало, и в Питсбурге: Birdie’s и Crawford Grill. Позже выступал в Jilly’s, в Дэйтоне играл в клубах Old St.Louis, Rivera Club и в Georgie’s. Он встретился со своим другом Оливером Нельсоном и записал с ним альбом, названный Rough House Blues.
Позднее вместе с Лу играли Джон Паттон, Грант Грин, Бен Диксон, Билли Кай, Марк Эльф, Мелвин Спаркс, Джо Дюкс, Цезарь Фразир, Эрик Джонсон, Чарльз Ирлэнд, Джимми Пондер и многие другие музыканты. В 80-х годах Лу гастролировал по Европе, продолжая играть коммерчески успешный джаз, также он работал в Нью-Йорке, принимал участие в джазовых фестивалях. Был включён в «Зал славы джаза».

## Выход на пенсию и смерть
В 2018 году Дональдсон объявил о завершении карьеры, отыграв свои последние концерты в 2017 году. 2 ноября 2021 года он появился на публике на концерте, посвящённом 95-летию группы, в клубе Dizzy’s на Манхэттене, Нью-Йорк. Лу выступал на концертах в честь своего 96-го и 97-го юбилеев в 2022 и 2023 годах, но решил не ехать в Нью-Йорк на празднование своего 98-го дня рождения из-за приступа пневмонии. Вскоре после этого, 9 ноября 2024 года, он умер от пневмонии в больнице Дейтона-Бич, штат Флорида.

## Дискография

### Как основной исполнитель
Альбомы
| - Quartet/Quintet/Sextet (1952) - Wailing with Lou (1957) - Swing and Soul (1957) - Jimmy Smith Trio + LD (1957) - Lou Takes Off (1957) - Blues Walk (1958) - Light-Foot (1958) - LD + 3 (1959) - The Time is Right (1959) - Sunny Side Up (1960) - Midnight Sun (1960) - Here 'Tis (1961) - Gravy Train (1961) - A Man with a Horn (1961) - The Natural Soul (1962) - Good Gracious (1963) - Signifyin’ (1963) | - Possum Head (1964) - Cole Shaw (1964) - Rough House Blues (1964) - Musty Rusty (1965) - Fried Buzzard (1965) - Blowing in the Wind (1966) - Lou Donaldson at His Best (1966) - Lush Life (1967) - Alligator Bogaloo (1967) - Mr. Shing-A-Ling (1967) - Midnight Creeper (1968) - Say It Loud! (1968) - Hot Dog (1969) - Everything I Play is Funky (1970) - Pretty Things (1970) - The Scorpion (1970) | - Cosmos (1971) - Sophisticated Lou (1972) - Sassy Soul Strut (1973) - Sweet Lou (1974) - A Different Scene (1976) - Color as a Way of Life (1976) - Sweet Poppa Lou (1981) - Forgotten Man (1981) - Back Street (1982) - Live in Bologna (1984) - Play the Right Thing (1990) - Birdseed (1992) - Caracas (1993) - Sentimental Journey (1995) - Relaxing at Sea: Live on the QE2 (2000) |

Сборники
- 1964 The Righteous Reed ! The Best Of Poppa Lou
- 1996 The Best Of Lou Donaldson, Vol.2 The Blue Note Years
- 1998 Blue Breakbeats

### Как участник
с Клиффордом Брауном
- Memorial Album (Blue Note, 1953)

с Милтом Джексоном
- All Star Bags (Prestige, 1953)

с Телониусом Монком
- Genius of Modern Music (Blue Note, 1952)

с Майлсом Дейвисом
- Bags' Groove (Prestige, 1954)

с Артом Блэйки
- A Night at Birdland Vol. 1 (Blue Note, 1954)
- A Night at Birdland Vol. 2 (Blue Note, 1954)
- A Night at Birdland Vol. 3 (Blue Note, 1954)

с Джимми Смитом
- A Date with Jimmy Smith Volume One (Blue Note, 1957)
- A Date with Jimmy Smith Volume Two (Blue Note, 1957)
- House Party  (Blue Note, 1958)
- The Sermon! (Blue Note, 1958)
- Cool Blues (Blue Note, 1958)
- Rockin' the Boat (Blue Note, 1963)